# بیدایر کارگو
بیدایر کارگو (به انگلیسی: BidAir Cargo) یک شرکت هواپیمایی است که در تاریخ ۲۰۰۵ میلادی تأسیس شده است. این شرکت هواپیمایی به ۲۶مقصد، پرواز مستقیم انجام می‌دهد.

## مقصدهای پروازی
مقصدهای پروازی بیدایر کارگو به شرح زیر است:
آفریقا:
- ; جمهوری دموکراتیک کنگو
  - لوبومباشی - فرودگاه بین‌المللی لوبوم‌باشی
- ; کنیا
  - نایروبی - فرودگاه بین‌المللی جومو کنیاتا
  - مومباسا - فرودگاه بین‌المللی موا
- ; نامیبیا
  - ویندهوک - فرودگاه بین‌المللی ویندهوک هوسیا کوتاکو
- ; موریس
  - موریس - فرودگاه بین‌المللی سر سیوساگور رامگولام
- ; رواندا
  - کیگالی - فرودگاه بین‌المللی کیگالی
- ; آفریقای جنوبی
  - کیپ‌تاون - فرودگاه بین‌المللی کیپ‌تاون
  - دوربان - فرودگاه بین‌المللی کینگ شاکا
  - لندن شرقی - فرودگاه ایست لندن
  - جرج - فرودگاه جرج
  - ژوهانسبورگ:
    - فرودگاه بین‌المللی اولیور تامبو قطب
    - فرودگاه بین‌المللی لانسریا

  - پورت الیزابت - فرودگاه پورت الیزابت
- ; سودان جنوبی
  - جوبا - فرودگاه جوبا
- ; تانزانیا
  - دارالسلام (تانزانیا) - فرودگاه بین‌المللی ژولیوس نیرر
  - زنگبار - فرودگاه بین‌المللی زنگبار
  - موانزا - فرودگاه موانزا
- ; اوگاندا
  - انتبه - فرودگاه بین‌المللی انتبه
- ; زامبیا
  - لوساکا - فرودگاه بین‌المللی لوزاکا
  - لیوینگستون - فرودگاه لیوینگ استون
  - Ndola - فرودگاه اندولا
- ; زیمبابوه
  - هراره - فرودگاه بین‌المللی حراره
  - آبشار ویکتوریا - فرودگاه آبشار ویکتوریا

خاورمیانه:
- ; اسرائیل
  - تل‌آویو - فرودگاه بین‌المللی بن گوریون
- ; قطر
  - دوحه - فرودگاه بین‌المللی دوحه